# Georg Christoph Lichtenberg

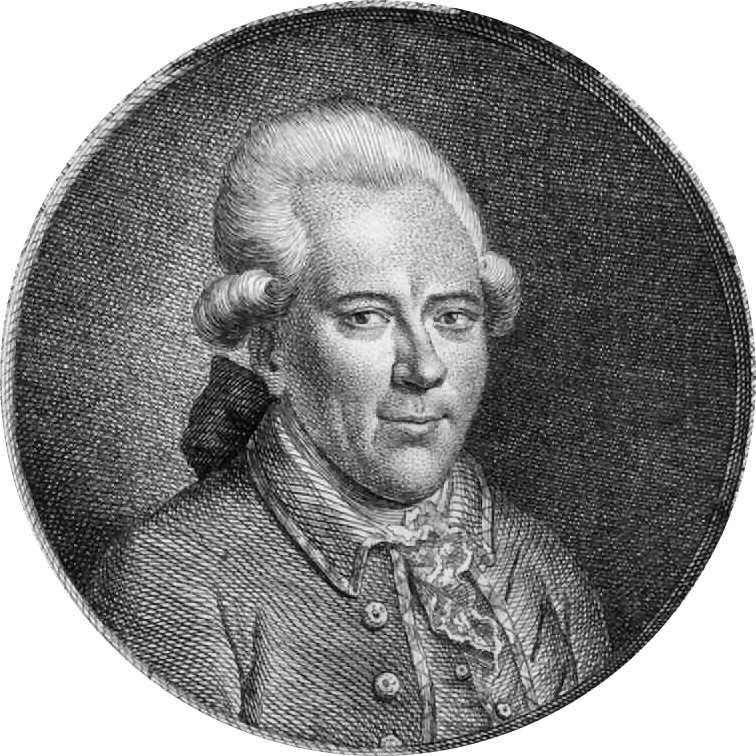
Georg Christoph Lichtenberg

Georg Christoph Lichtenberg (* 1. Juli 1742 in Ober-Ramstadt; † 24. Februar 1799 in Göttingen) war ein Physiker, Naturforscher, Mathematiker, Schriftsteller und der erste deutsche Professor für Experimentalphysik im Zeitalter der Aufklärung. Lichtenberg gilt als Begründer des deutschsprachigen Aphorismus.

## Leben

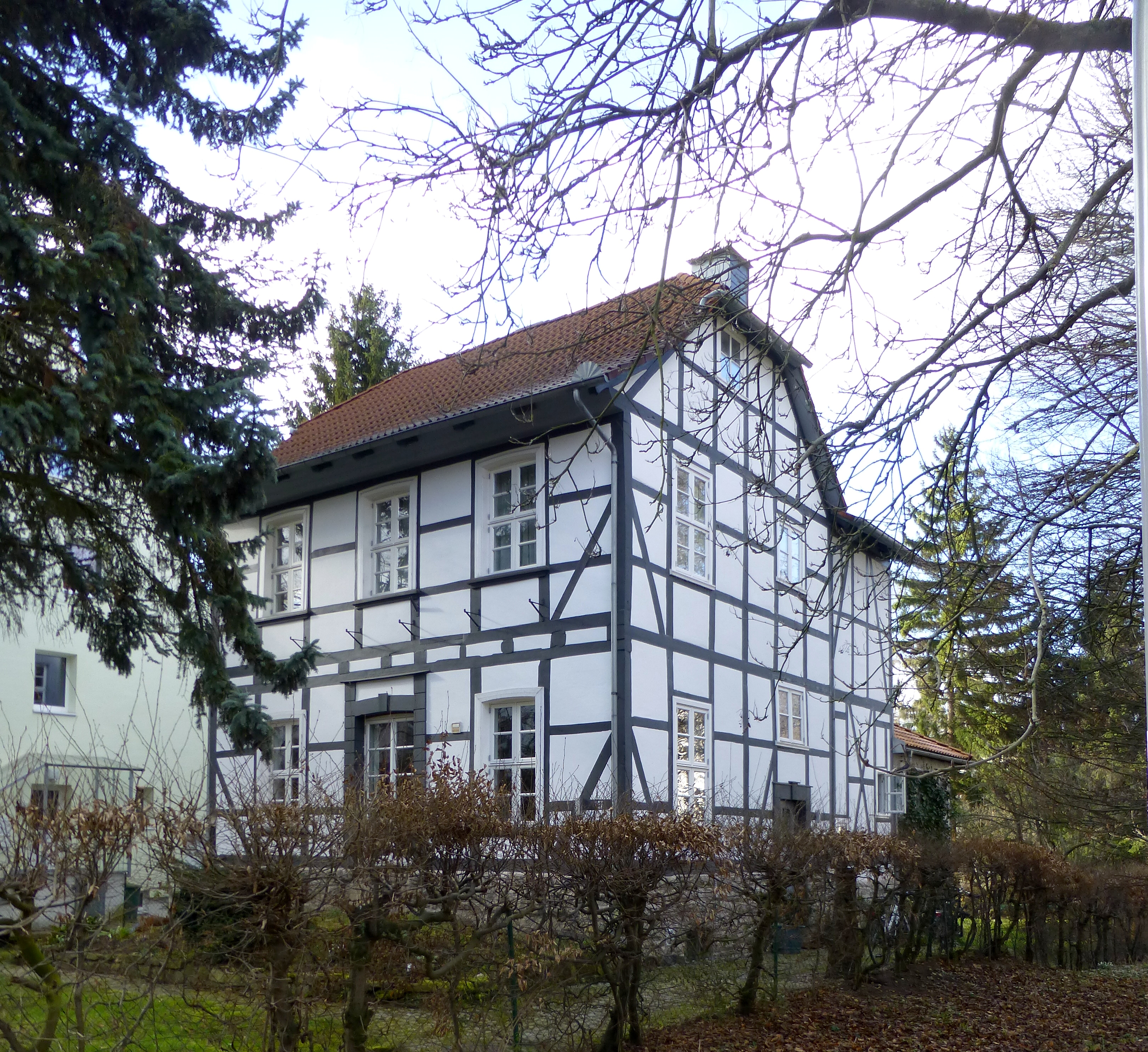
Ehemaliges Gartenhaus von Georg Christoph Lichtenberg in Göttingen, nach Translozierung und Erweiterung von 1908 am Brauweg 34 (2014)

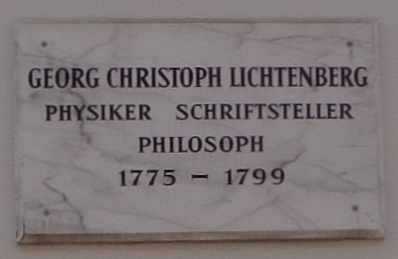
Göttinger Gedenktafel für Lichtenberg (Gotmarstraße 1)

Georg Christoph Lichtenberg war, nach acht Totgeburten, das neunte lebendgeborene und gleichzeitig jüngste Kind aus der Ehe des protestantischen Pfarrers Johann Conrad Lichtenberg (1689–1751) und dessen Frau Catharina Henriette, geb. Eckard (1696–1764). 1745 zog die Familie nach Darmstadt, nachdem der Vater am 29. März 1745 zum dortigen Stadtprediger ernannt worden war. Zunächst in der Stadtschule unterrichtet, besuchte er (wie zuvor schon ab 1704 sein Vater) seit 1752 das Darmstädter Pädagog. Während der Schulzeit, die er 1761 abschloss, wurde er mehrfach als hervorragender Schüler öffentlich ausgezeichnet.
Dank eines landgräflichen Stipendiums, das mit der von Lichtenberg allerdings nie eingelösten Auflage verbunden war, nach dem Studium Professor an der heimatlichen Universität Gießen zu werden, und das in seiner Höhe von insgesamt 400 Gulden nicht länger als zwei Jahre ausreichte, konnte er sich am 21. Mai 1763 an der Universität Göttingen immatrikulieren. Dort studierte er, unter anderem bei Abraham Gotthelf Kästner, Johann Christoph Gatterer, Gottfried Achenwall und Christian Wilhelm Büttner, bis 1767 Mathematik, Physik, zivile und militärische Baukunst, Ästhetik, englische Sprache und Literatur, Staatengeschichte Europas, Diplomatik und Philosophie. Seinen Lebensunterhalt sicherte er sich schon in den letzten Jahren seines Studiums und noch danach durch Korrekturlesen, vor allem aber als Informator oder Hofmeister wohlhabender englischer Studenten der Universität, welche durch die Personalunion eng mit Großbritannien verbunden war.
Im April 1770 reiste Lichtenberg in Begleitung von zweien seiner englischen Studenten zum ersten Mal nach London. Dort traf er mit Georg III., dem König von Großbritannien und Kurfürsten von Braunschweig-Lüneburg in Hannover, in der königlichen Sternwarte in Richmond upon Thames zusammen, worauf dieser die Ernennung Lichtenbergs zum außerordentlichen Professor für Philosophie empfahl. Der erste Kurator und eigentliche Gründungsrektor der Göttinger Universität, Gerlach Adolph Freiherr von Münchhausen, vollzog die Ernennung Ende Mai.
Lichtenbergs sogleich zum Wintersemester 1770/71 aufgenommene Lehrtätigkeit (Antrittsvorlesung: Betrachtungen über einige Methoden, eine gewisse Schwierigkeit in der Berechnung der Wahrscheinlichkeit beim Spiel zu heben), wurde in den Jahren 1772/73 durch den amtlichen Auftrag zu astronomischen Ortsbestimmungen im Kurfürstentum Hannover unterbrochen. 1772 reiste Lichtenberg dafür zunächst über Hannover (Treffen mit dem Arzt Johann Georg Zimmermann und dem jüdischen Gelehrten und Leibniz-Schüler Rafael Levi), das Steinhuder Meer (wahrscheinlich mit Überfahrt zur schaumburg-lippischen Landesfestung Wilhelmstein), Stadthagen (Besichtigung des fürstlichen Mausoleums mit dem Grab- und Auferstehungsmonument von Adriaen de Vries), Bückeburg (Bekanntschaft mit Johann Gottfried Herder) nach Osnabrück (Bekanntschaft mit Justus Möser). Im April 1773 führte eine zweite Reise über Hannover, Celle (dort anwesend bei einem öffentlichen Essen der wegen ihrer Affäre mit Johann Friedrich Struensee auf das Celler Schloss verbannten ehemaligen Königin von Dänemark und Norwegen, Caroline Mathilde), Hamburg (Begegnung mit Friedrich Gottlieb Klopstock) nach Stade. Während dieser letzten Reise unternahm Lichtenberg auch eine Seereise nach Helgoland.
Eine zweite Reise nach England, während deren er zum ordentlichen Professor an der Göttinger Universität ernannt wurde, unternahm Lichtenberg vom August 1774 bis Ende Dezember 1775. Wiederum hatte er Umgang mit König Georg III. und der königlichen Familie, lernte Teilnehmer der zweiten Weltreise James Cooks kennen (so etwa Georg und Johann Reinhold Forster) und begegnete bekannten Wissenschaftlern wie James Watt, Joseph Banks oder Joseph Priestley sowie bedeutenden Instrumentenmachern wie Jeremiah Sisson oder James Short. Am 27. September 1775 traf er in London auch mit Rudolf Erich Raspe zusammen. Er besuchte, u. a. im Drury Lane Theatre, zahlreiche Theatervorstellungen, wobei er den Schauspieler David Garrick traf, und besichtigte außerdem die psychiatrische Klinik Bedlam. Dieser zweite Aufenthalt in England wurde so zu einem nachhaltigen Bildungserlebnis. Während dieser Reise besuchte er auch die Seebäder Margate und Deal, und war von ihnen so beeindruckt, dass er später in seinem Aufsatz Warum hat Deutschland noch kein großes öffentliches Seebad? (s. u.) anregte, auch in Deutschland Seebäder einzurichten.
Bei seiner Rückkehr nach Göttingen bezog Lichtenberg eine Wohnung im Haus des Buchhändlers und Verlegers Johann Christian Dieterich in der Gotmarstraße 1 (s. die nebenstehend abgebildete Gedenktafel) und nahm, in einem Hörsaal unter demselben Dach, im Sommersemester 1776 seine Vorlesungen wieder auf. Im Sommersemester 1778 begann er seine Hauptvorlesung zur „Experimentalphysik“, die er auf den Anfangsgründen der Naturlehre von Johann Christian Polycarp Erxleben aufbaute. Der demonstrative Charakter dieser Vorlesung, die er bis zu seinem Tod hielt, machte Lichtenberg über die Stadtgrenzen hinaus bekannt. Ab 1784 übernahm er die Herausgabe des Kompendiums von Erxleben, der 1777 früh verstorben war. Bis 1794 folgten drei weitere Überarbeitungen. Die Anfangsgründe waren über Jahre hinweg das Standardwerk unter den Physiklehrbüchern im gesamten deutschsprachigen Raum.
Ebenfalls als Nachfolger von Erxleben wurde Lichtenberg schon 1777 Herausgeber des seit Herbst 1775 im Verlag seines Vermieters Dieterich erscheinenden Göttinger Taschen-Calenders. Dieses populärwissenschaftliche Periodikum betreute er bis zu seinem Tod im Jahr 1799. Von 1780 bis 1785 gab er, ebenfalls im Verlag Dieterichs, zusammen mit Georg Forster das Göttingische Magazin für Wissenschaften und Litteratur heraus.
Bereits 1774 zum außerordentlichen Mitglied ernannt, wurde Lichtenberg Ende 1776 ordentliches Mitglied der Königlichen Societät der Wissenschaften zu Göttingen. 1782 wurde er zum Mitglied der Naturforschenden Gesellschaft in Danzig ernannt, 1793 zum Mitglied der Royal Society in London. Schließlich wurde er 1795 Ehrenmitglied der Russischen Akademie der Wissenschaften in Sankt Petersburg.
Lichtenberg führte eine umfangreiche Korrespondenz mit Freunden, wie etwa seinem Göttinger Wohnungsgeber Johann Christian Dieterich, und bedeutenden Zeitgenossen, darunter u. a. Johann Friedrich Blumenbach, Johann Georg Forster, Christian Gottlob Heyne, Johann Wolfgang von Goethe, Abraham Gotthelf Kästner, Immanuel Kant, Christoph Friedrich Nicolai, Johann Daniel Ramberg, Samuel Thomas Sömmering. Sein Briefwechsel stellt nicht nur eine wichtige wissenschaftshistorische Quelle dar, sondern ist überdies ein herausragendes Beispiel für die Epistolographie im 18. Jahrhundert.
Lichtenberg litt sein ganzes Leben lang an einer zunehmenden Kyphoskoliose (Wirbelsäulenverkrümmung), die nicht nur zu einem ausgeprägten Buckel und geringer Körpergröße führte, sondern auch das Atmen immer mehr erschwerte. Seine körperliche Behinderung und seine ständige Anfälligkeit für Krankheiten machten ihn in außergewöhnlichem Maße empfindsam. Seine Sensibilität und Beobachtungsgabe richteten sich nicht nur auf naturwissenschaftliche Erscheinungen, sondern auch auf Umwelt und Mitmenschen.

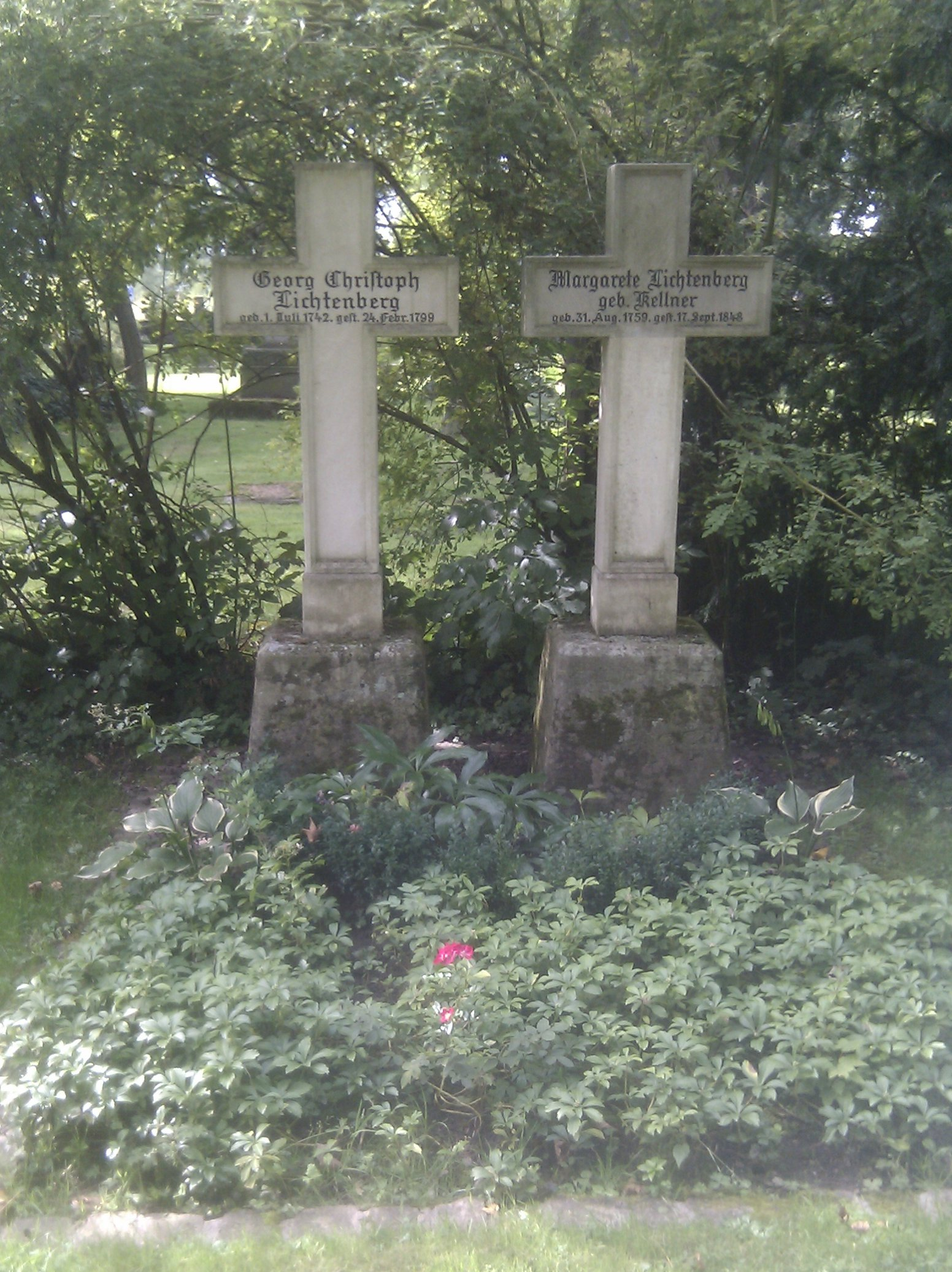
Grabstätte von Margarete und Georg Christoph Lichtenberg

1777 machte Lichtenberg die Bekanntschaft von Maria Dorothea Stechard (1765–1782). Von 1780 bis zu ihrem frühen Tod war sie Lichtenbergs Lebensgefährtin („ohne priesterliche Einsegnung meine Frau“). Der Brief über den Tod der „kleinen Stechardin“, den Lichtenberg wohl im Herbst 1782 an seinen Darmstädter Schulfreund Gottfried Hieronymus Amelung (1741–1800) schrieb, wurde von Walter Benjamin in die Briefsammlung Deutsche Menschen aufgenommen.
1782 trat Margarete Elisabeth Kellner (1768–1848) als Haushälterin in seinen Dienst, mit der er 1783 ein eheähnliches Verhältnis begann. Als im Oktober 1789 infolge der Wirbelsäulenverkrümmung krampfartige Asthmaanfälle einsetzten, die Lichtenberg monatelang ans Bett fesselten, veranlasste Lichtenberg die Legalisierung der Beziehung, um seiner Gefährtin und den gemeinsamen Kindern das Erbe zu sichern. Der Verbindung entstammten insgesamt vier voreheliche und vier eheliche Kinder, von denen zwei bereits vor der Eheschließung gestorben waren.
Bei seinem Tod 1799 hinterließ er seine Ehefrau und sechs zu diesem Zeitpunkt noch lebende Kinder. Sein Grab befindet sich auf dem Bartholomäusfriedhof in Göttingen.
Georg Christoph Lichtenberg ist der Großvater des hannoverschen Kultusministers und späteren Präsidenten des Landeskonsistoriums Carl Lichtenberg und Urgroßvater des Politikers Georg Lichtenberg.

## Lehre und Forschung
Der unter anderem von Immanuel Kant und Baruch Spinoza beeinflusste Lichtenberg gilt als klassischer Vertreter der Spätaufklärung. Er befasste sich mit naturwissenschaftlichen Themen auf breiter Ebene, unter anderem mit der Geodäsie, Meteorologie, Astronomie und Chemie. Als Lehrender war er wegweisend, insofern er entgegen den Gepflogenheiten seiner Zeit in seiner Vorlesung auch Experimente durchführte. Mit fliegenden Drachen veranschaulichte er seinen Studenten die Gewitterelektrizität, mit gasgefüllten Schweinsblasen nahm er die Ballonfahrt vorweg. Nachdem Benjamin Franklin in den vierziger Jahren des 18. Jahrhunderts bereits die Begriffe ‚plus‘ und ‚minus‘ für die unterschiedliche Polung der elektrischen Spannung in die Elektrizitätslehre eingeführt hatte, verwendete Lichtenberg dafür zum ersten Mal die Zeichen ‚+E‘ und ‚–E‘. Sein Geschick als Experimentalphysiker stellte er mit der Entwicklung eines 2,5 Quadratmeter großen Elektrophors unter Beweis. Mit dieser Influenzmaschine konnte er sehr hohe Spannungen erzeugen und Funken von bis zu 40 cm Länge hervorrufen. 1777 entdeckte er auf dem Staub einer Isolatorplatte des Elektrophors sternförmige Muster, die als Lichtenberg-Figuren bezeichnet werden. Als erster in Göttingen und als einer der ersten in Deutschland führte er den von Benjamin Franklin erfundenen Blitzableiter ein, indem er 1780 und 1794 seine Gartenhäuser mit einem solchen Furchtableiter, wie er ihn nannte, versah.
Über seine naturwissenschaftlichen Entdeckungen hinaus ist der Aufklärer Lichtenberg durch seine von Autoritäten unabhängige, kritisch-analytische Denkweise und die Betonung des Experiments in der Physik einer der wichtigsten Begründer der modernen naturwissenschaftlichen Methodik.

„Je mehr sich bei Erforschung der Natur die Erfahrungen und Versuche häufen, desto schwankender werden die Theorien. Es ist aber immer gut sie nicht gleich deswegen aufzugeben. Denn jede Hypothese die gut war, dient wenigstens die Erscheinungen bis auf ihre Zeit gehörig zusammen zu denken und zu behalten. Man sollte die widersprechenden Erfahrungen besonders niederlegen, bis sie sich hinlänglich angehäuft haben um es der Mühe wert zu machen ein neues Gebäude aufzuführen.“

Die Ergebnisse von Lichtenbergs geodätischen Vermessungen von Hannover, Osnabrück und Stade (vgl. dazu auch im Abschnitt „Leben“) – seiner einzigen größeren, auf astronomischen Beobachtungen beruhenden Arbeit – erschienen 1777. Der Vergleich der Werte Lichtenbergs mit den Messungen von Gauß (einem Hörer Lichtenbergs) und Schumacher aus der Mitte des 19. Jahrhunderts ergibt Abweichungen zwischen 7 und 15 Bogensekunden für die Breitenbestimmung sowie deutlich größere Differenzen in der Längenbestimmung von 6 bis 60 Bogensekunden.
Lichtenberg war in Fachkreisen in ganz Deutschland und Europa bekannt und geschätzt und stand mit vielen Gelehrten im Briefwechsel. Er regte 1793 Ernst Chladni zu dessen bahnbrechender Theorie der Sternschnuppen, Feuerkugeln und Meteoriten an und unterstützte seine Schüler Benzenberg und Brandes bei ihrem Meteor-Beobachtungsprogramm. Bei seiner ärztlichen Kritik des Mesmerismus berief sich sein Schüler Hufeland auf „[s]eine gesunde Lichtenberg’sche Physik“. Auch Goethe bat Lichtenberg seit 1792 um dessen Meinung zu seiner Farbenlehre und hoffte, allerdings vergeblich, auf Anerkennung.

## Schriftstellerische Arbeiten

### Sudelbücher
Über mehr als drei Jahrzehnte hinweg hat Lichtenberg ab 1764 in Schreibheften, die er selbstironisch „Sudelbücher“ nannte, in aphoristischer Form unzählige Gedanken, spontane Einfälle, Lesefrüchte, Reflexionen zu fast allen Wissensgebieten sowie naturwissenschaftliche Einsichten und Feststellungen notiert. Sie belegen Lichtenbergs Aufgeschlossenheit für alles Neue, die enzyklopädische Weite seines Geistes und in besonderer Weise seine Fähigkeit zur skeptischen Beobachtung und ironischen Formulierung. Insgesamt ergeben diese von Lichtenberg zeit seines Lebens geheimgehaltenen Notizen eine „fortlaufende intellektuelle Autobiographie“ und – in Lichtenbergs eigenen Worten – eine „Geschichte meines Geistes“:
„Ich habe schon lange an einer Geschichte meines Geistes so wohl als elenden Körpers geschrieben, und das mit einer Aufrichtigkeit die vielleicht manchem eine Art von Mitscham erwecken [wird], sie soll mit größerer Aufrichtigkeit erzählt [werden] als vielleicht irgend einer meiner Leser glauben wird. Es ist dieses ein noch ziemlich unbetrettner Weg zur Unsterblichkeit […]. Nach meinem Tod wird es der bösen Welt wegen erst heraus kommen.“
Erste Auswahlen dieser Sudelbucheinträge sind nach Lichtenbergs Tod in die Ausgaben der Vermischten Schriften aufgenommen worden, die zunächst 1800 sein Bruder Ludwig Christian zusammen mit Friedrich Christian Kries, dann in erweiterter Form 1844 Lichtenbergs Söhne veranstaltet haben. 1902 bis 1908 erschien mit Georg Christoph Lichtenbergs Aphorismen. Nach den Handschriften herausgegeben von Albert Leitzmann die erste philologisch gesicherte Edition. Nachdem schon im 19. Jahrhundert etwa Heinrich Laube und Friedrich Hebbel Lichtenbergs Notizen in einen Zusammenhang mit dem ›Aphoristischen‹ und dem ›Aphorismus‹ selbst gebracht hatten, verfestigte Leitzmanns Edition durch ihren Titel den Bezug zu dieser Textsorte, obwohl Lichtenberg selbst und seine Zeitgenossen ein durchaus anderes Verständnis von ihr hatten und mit dem Aphorismus knapp gefasste Definitionen und vor allem medizinische Lehrsätze verbanden. Auf solch eigenartige Weise hat Lichtenbergs Nachruhm seine Grundlage in einem Korpus von Texten gefunden, von dessen Existenz seine Mitwelt keine Kenntnis besaß.

### Streitschriften, populärwissenschaftliche und literarische Aufsätze
Bei seinen Zeitgenossen weithin bekannt und teilweise auch gefürchtet war Lichtenberg wegen seiner satirischen Streitschriften und seiner literarischen und populärwissenschaftlichen Aufsätze.
1773 bezog Lichtenberg mit seiner Streitschrift Timorus, das ist, Vertheidigung zweyer Israeliten, die durch die Kräftigkeit der Lavaterischen Beweisgründe und der Göttingischen Mettwürste bewogen den wahren Glauben angenommen haben Position in der öffentlich geführten Auseinandersetzung zwischen Moses Mendelssohn und Johann Caspar Lavater, der den jüdischen Gelehrten seit 1769 mehrmals aufgefordert hatte, sich zum Christentum zu bekehren. In dieser Streitschrift unternimmt Lichtenberg unter dem Pseudonym Conrad Photorin – der gräzisierten Form des Namens ‚Lichtenberg‘ – eine absurde Verteidigung der Bekehrungsversuche und zieht sie damit ins Lächerliche.
Eine sehr reale Wirkung erzielte Lichtenbergs Avertissement gegen den Zauberkünstler Jacob Philadelphia, der Anfang Januar 1777 in Göttingen aufgetreten war. Lichtenbergs Plakat warb in satirischer Absicht und daher auf vollkommen übertriebene Weise für weitere Vorstellungen des Illusionisten in Göttingen, der sich dadurch zu Recht bloßgestellt fühlte und aus der Stadt floh. Das Avertissement wurde zu einer der erfolgreichsten Satiren Lichtenbergs, musste schon 1777 mehrfach nachgedruckt werden und wurde noch 1796 in der Berlinischen Monatsschrift publiziert.
Im Goettinger Taschen CALENDER vom Jahr 1778 erschien unter dem Titel Ueber Physionomik [!] wiederum eine Streitschrift gegen Lavater, die sich gegen dessen Lehren von der Physiognomik richtete, die er 1775–1778 in den vier Bänden der Physiognomischen Fragmente, zur Beförderung der Menschenkenntniß und Menschenliebe vertreten hatte. Lichtenbergs Schrift wurde im gleichen Jahr auch als Einzeldruck veröffentlicht, jetzt unter dem Titel Ueber Physiognomik; wider die Physiognomen. Zu Beförderung der Menschenliebe und Menschenkenntniß. Gegen Lavaters pathetisch und mit religiöser Inbrunst vorgetragene Theorie, von den feststehenden Formen des Schädels eindeutig auf den Charakter des Menschen schließen zu können, setzte Lichtenberg – wohl auch aus der Erfahrung seines eigenen Körpers – die Überzeugung seiner Pathognomik, nur von veränderlichen körperlichen Anzeichen für Affekte und seelische Erfahrungen Rückschlüsse auf individuelle Charaktereigenschaften ziehen zu können.
Zur gleichen Zeit wie die öffentliche Auseinandersetzung mit Lavater entstand Lichtenbergs treffsichere satirische Parodie Fragment von Schwänzen. Ein Beytrag zu den Physiognomischen Fragmenten. Zunächst handschriftlich als Briefbeilage kursierend, wurde sie 1783 ohne Wissen Lichtenbergs in dem von Ernst Gottfried Baldinger herausgegebenen Neuem Magazin für Ärzte 1783 gedruckt und im gleichen Jahr dann auch mit Lichtenbergs Einverständnis als Einzeldruck im Verlag von Johann Christian Dieterich veröffentlicht.
1781 griff Lichtenberg im von ihm selbst und Georg Forster herausgegebenen Göttingischen Magazin der Wissenschaften und Literatur in den von Johann Heinrich Voß ausgelösten Streit ein, der im Zusammenhang seiner Odyssee-Übersetzung die Aussprache des griechischen Lauts ‚η‘ in der deutschen Transkription mit ‚ä‘ markiert wissen wollte. Lichtenbergs Streitschrift Ueber die Pronunciation der Schöpse des alten Griechenlands verglichen mit der Pronunciation ihrer neuern Brüder an der Elbe: oder über Beh, Beh und Bäh, Bäh ist der satirische Höhepunkt eines erbittert geführten Konflikts.
Vor und neben diesen satirisch-polemischen Streitschriften publizierte Lichtenberg in aufklärerischen Zeitschriften, vor allem dann im eigenen Göttinger Taschen Calender und dem Göttingischen Magazin für Wissenschaften und Litteratur, zahlreiche populärwissenschaftliche und literarische Aufsätze. Die thematische Bandbreite reicht von seiner ersten 1766 gedruckten Veröffentlichung Von dem Nutzen, den die Mathematik einem Bel Esprit bringen kan über die Frage Warum hat Deutschland noch kein großes öffentliches Seebad?, die physikalisch-technische Aufklärung Ueber Gewitterfurcht und Blitzableitung bis zur im Todesjahr 1799 publizierten Traumphantasie Daß du auf dem Blocksberge wärst. Ein Traum wie viele Träume.
Von großer kulturgeschichtlicher Bedeutung sind Lichtenbergs Briefe aus England, die er 1776 und 1778 in der von Heinrich Christian Boie herausgegebenen Zeitschrift Deutsches Museum veröffentlichte. Die lebendigen Berichte von Theateraufführungen und die detaillierten Beschreibungen der Schauspielkunst, insbesondere der des Shakespeare-Schauspielers David Garrick, sind ein zentrales Dokument für die Theatergeschichte der zweiten Hälfte des 18. Jahrhunderts und die damals einsetzende Herausbildung psychologischer Rollenverkörperung auf dem Theater.
Lichtenbergs Ausführliche Erklärung der Hogarthischen Kupferstiche ist nicht nur seine zu Lebzeiten umfänglichste Veröffentlichung, sie blieb auch bis weit in das 19. Jahrhundert hinein sein größter literarischer Erfolg und bildete die Grundlage seines Nachruhms bis zur postumen Veröffentlichung seiner Sudelbuchnotizen. Ab dem Jahrgang 1784 hatte Lichtenberg in seinem Göttinger Taschen-Calender Jahr für Jahr bis 1796 knappe Erläuterungen zu Bildausschnitten von Hogarths Stichen erscheinen lassen. Ab 1794 erschienen im Verlag von Johann Christian Dieterich bis 1799 fünf Lieferungen der Ausführlichen Erklärung, postum fortgesetzt und redigiert in acht weiteren Lieferungen von Lichtenbergs Sohn bis 1816. Für diese Ausgabe wurden die Kupferstiche von William Hogarth von dem Göttinger Zeichner und Kupferstecher Ernst Ludwig Riepenhausen nachgestochen. In Hogarths sich der Karikatur nähernden, sozial- und gesellschaftskritischen Bilderfolgen fand Lichtenberg das adäquate Widerlager für seine Beobachtungsgabe und satirisch-humorvolle Beschreibungskunst.

## Lichtenberg-Denkmäler und -Gedenktafeln

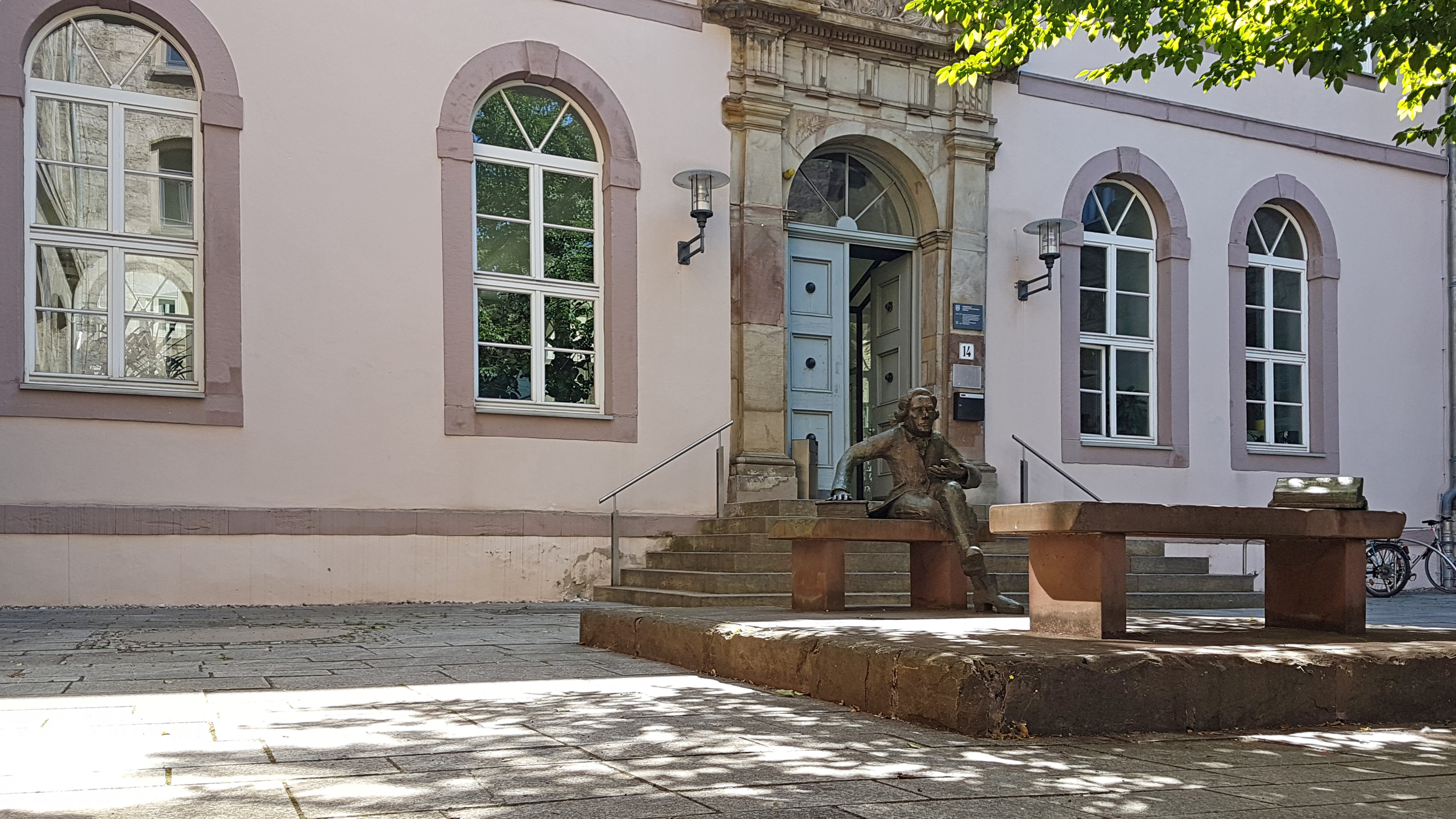
Skulptur von 1992 vor dem Kollegienhaus am Papendiek in Göttingen, die Lichtenberg sitzend darstellt, 2022

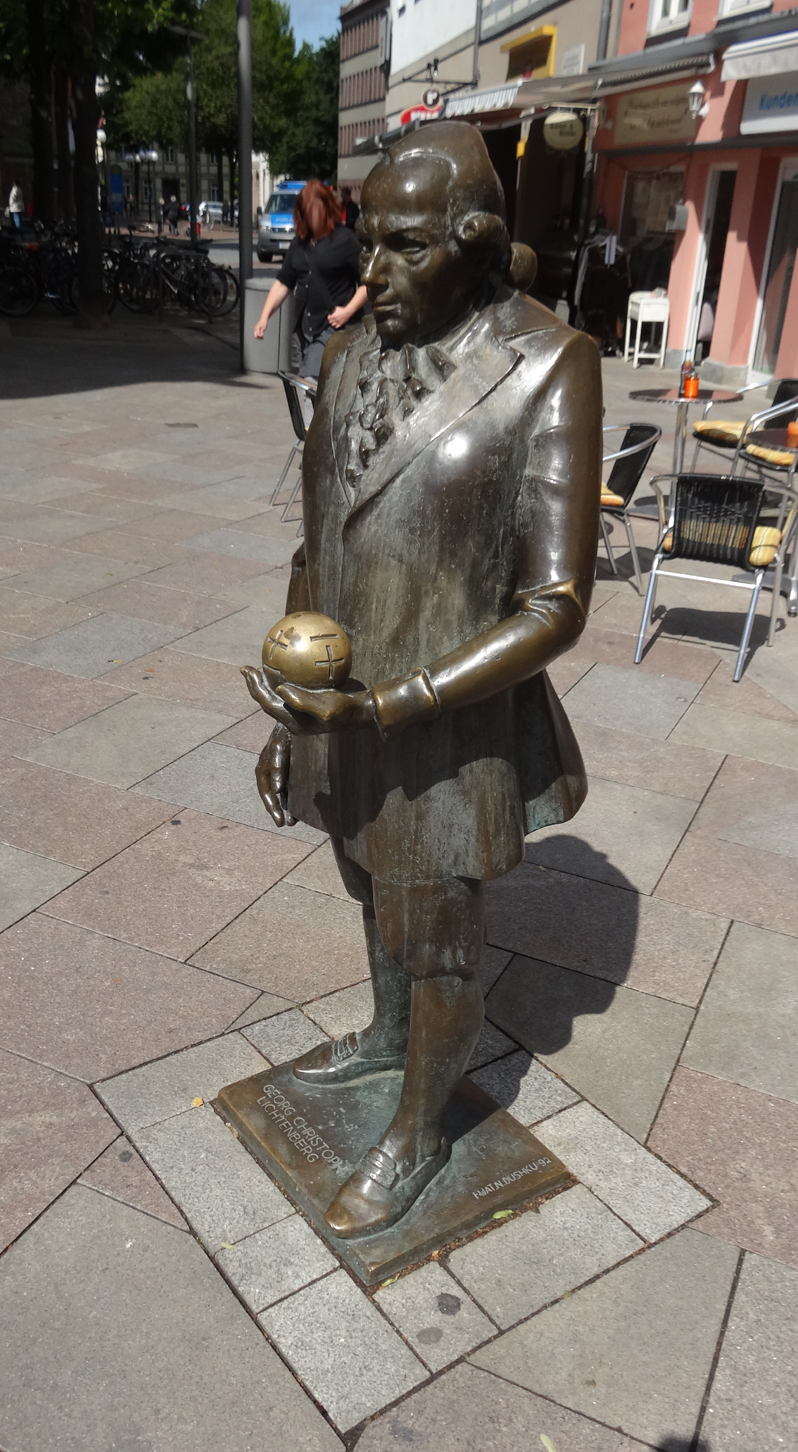
Lichtenberg Bronzeskulptur von 1992 am alten Rathaus in Göttingen, 2015

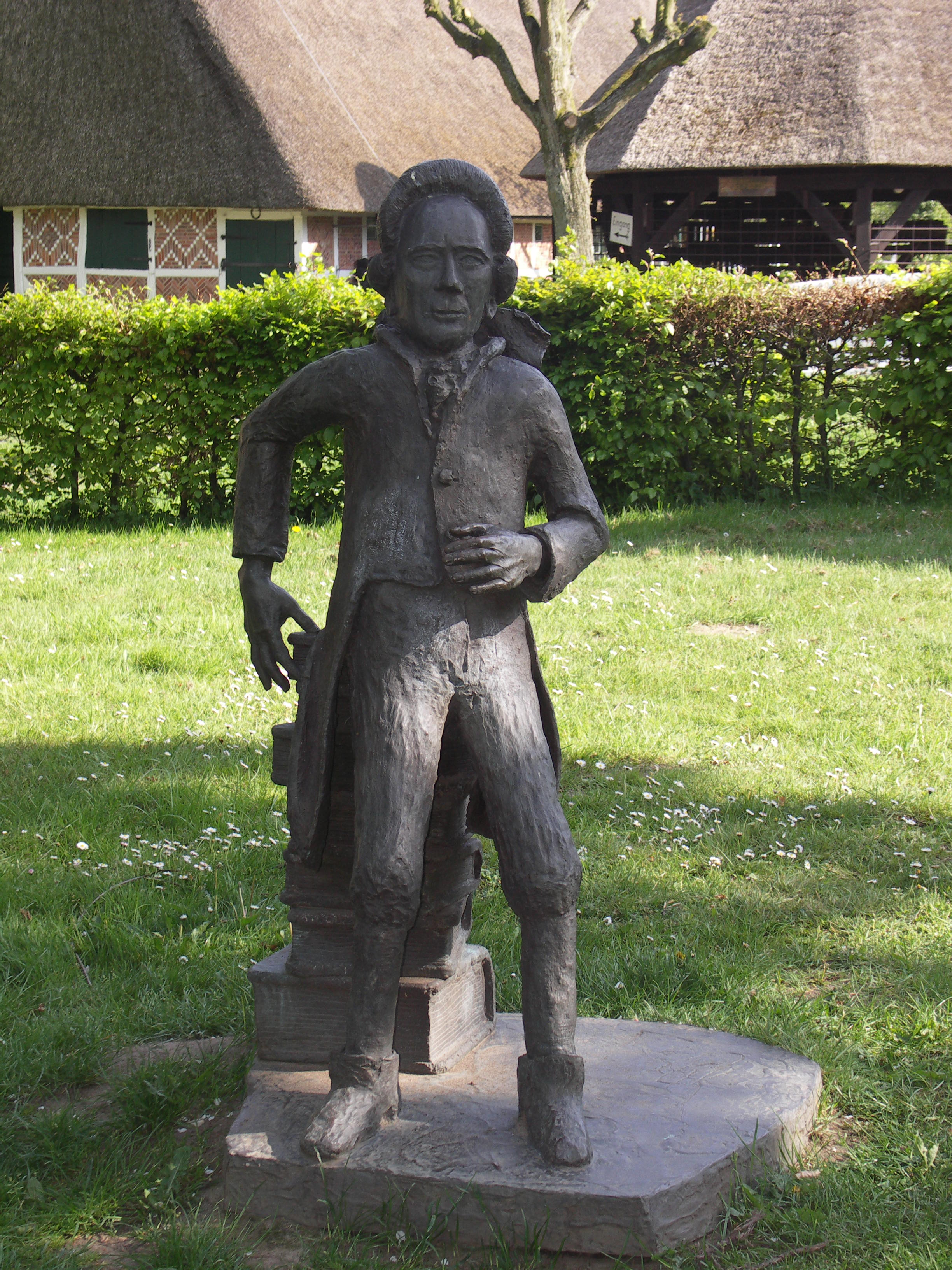
Bronzeskulptur von 1999 im Freilichtmuseum auf der Insel in Stade, 2008

- Anlässlich des 250. Geburtstages von Lichtenberg wurde 1992 im sog. Akademiehof des Historischen Gebäudes der Niedersächsische Staats- und Universitätsbibliothek Göttingen am Papendiek eine bronzene Sitzskulptur des Nienburger Künstlers Volker Neuhoff aufgestellt.[44]
- Ebenfalls 1992 wurde auf dem Marktplatz vor dem Alten Rathaus in Göttingen eine Bronzeskulptur Lichtenbergs des albanischen Künstlers Fuat Dushku aufgestellt.[45]
- 1999 wurde im Freilichtmuseum auf der Insel in Stade an dem Platz, an dem Lichtenberg 1773 sein Feldobservatorium zur astronomisch-geographischen Ortsbestimmung errichtet hatte, eine Bronzeskulptur des Nienburger Künstlers Volker Neuhoff aufgestellt.[46]
- Im Innenhof des Gebäudes des Polizeipräsidiums Südhessen in Darmstadt befindet sich eine Skulptur „Horizonte“, in die eine Sitzfigur Lichtenbergs integriert ist.[47]
- 2016 wurde auf dem Platz vor dem Rathaus in Ober-Ramstadt eine Lichtenberg-Skulptur mit dem Titel „Neue Blicke durch die alten Löcher“ aufgestellt, die von dem Dieburger Maler und Bildhauer Martin Konietschke geschaffen wurde.[48]
- Am 1. Juli 2017, Lichtenbergs 275. Geburtstag, wurde vor dem Eingang des Georg-Christoph-Lichtenberg-Hauses der Technischen Universität Darmstadt eine Lichtenberg-Statue des Darmstädter Künstlers Detlef Kraft enthüllt.[49]
- Am 1. Juli 1843, Lichtenbergs 101. Geburtstag, wurde eine Gedenktafel an seinem Geburtshaus in Ober-Ramstadt angebracht.[50]
- An der Fassade von Lichtenbergs Wohnung in der Gotmarstr. 1 in Göttingen wurde 1875 eine Göttinger Gedenktafel angebracht.[51]
- An der Fassade des Pädagogs, der alten, von Lichtenberg besuchten Lateinschule in Darmstadt, wurde 1977 ein Bronzerelief der Berliner Bildhauerin Bärbel Dieckmann zum Gedenken an Lichtenberg angebracht. Von der gleichen Künstlerin stammen die ebenfalls dort zu sehenden Gedenkreliefs für Georg Büchner, Justus von Liebig und Ernst Elias Niebergall.[52]

## Lichtenberg als Namensgeber

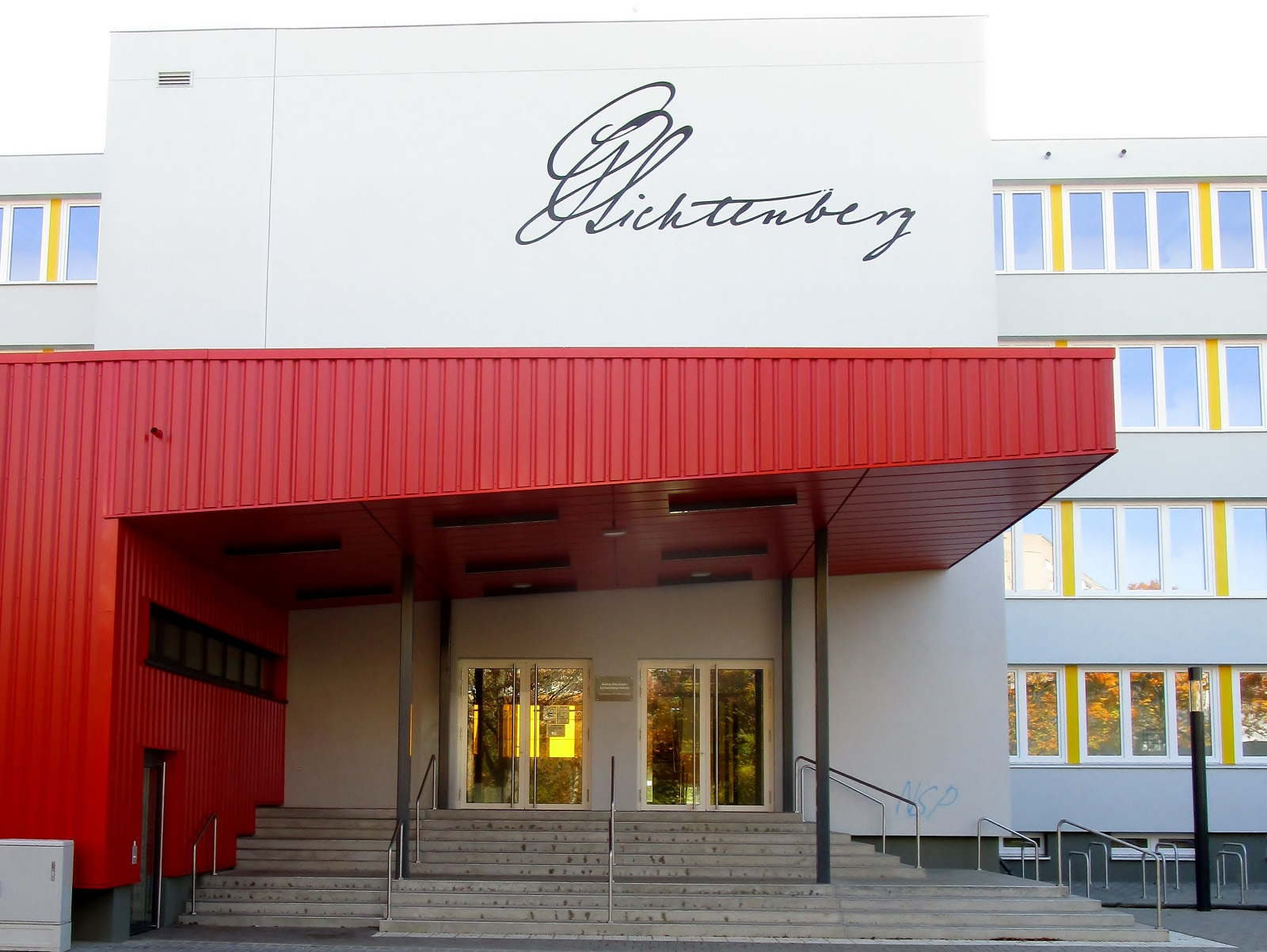
Lichtenberg-Gymnasium in Leipzig-Grünau

- Bereits 1802 benannte der Astronom Johann Hieronymus Schroeter ein Ringgebirge auf dem Mond nach Lichtenberg. Diese Namenszuweisung wurde 1935 von der Internationalen Astronomischen Union bei ihrer Normierung der Benennungen von Mondformationen nicht aufgegriffen. Stattdessen wurden ein Einschlagkrater im „Ozean der Stürme“ und neun weitere umliegende kleinere Formationen nach Lichtenberg benannt.[53]
- Seit 1979 verleiht der Landkreis Darmstadt-Dieburg den Georg-Christoph-Lichtenberg-Preis für Literatur und bildende Kunst.[54]
- 1983 benannte die Technische Universität Darmstadt ihr  internationales Gästehaus nach Lichtenberg.[55]
- 1998 bekam ein 1960 entdeckter Asteroid seinen Namen.
- 2002 initiierte die VolkswagenStiftung ihr Förderprogramm der „Lichtenberg-Professuren“, das in Zusammenarbeit mit dem Stifterverband für die Deutsche Wissenschaft 2017 vom Förderprogramm der „Lichtenberg-Stiftungsprofessuren“ abgelöst wurde.[56]
- Die Akademie der Wissenschaften zu Göttingen verleiht als ihre höchste Auszeichnung seit 2004 jährlich und ab 2015 alle zwei Jahre die Lichtenberg-Medaille.[57]
- 2009 eröffnete die Georg-August-Universität Göttingen im Rahmen der Exzellenzinitiative das „Lichtenberg-Kolleg“ als internationales Forschungsinstitut (Institute for Advanced Study), das allerdings im September 2021 geschlossen werden soll.[58]
- Die Technische Universität Darmstadt betreibt seit 2014 den „Lichtenberg-Hochleistungsrechner“ als Nachfolge-System des Hessischen Hochleistungsrechners (HHLR).[59]
- Die seit 1999 an der Georg-August-Universität Göttingen angebotene Poetikvorlesung wird seit 2014 als „Lichtenberg-Poetikvorlesung“ fortgeführt.[60]
- In Deutschland wurden mehrere Schulen nach Lichtenberg benannt, vgl. Lichtenberg-Schule.

## Varia
- Zum 250. Geburtstag von Lichtenberg verausgabte die damalige Deutsche Bundespost am 11. Juni 1992 eine Sondermarke im Frankaturwert von 100 Pfennig.[61]
- Das Marine Science Center, eine Einrichtung des Instituts für Biowissenschaften der Universität Rostock, benannte aufgrund einer verliehenen „Lichtenberg-Stiftungsprofessur“ ihr Forschungsschiff nach Lichtenberg.[62]

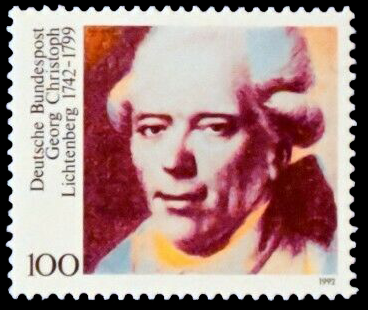
Gedenkmarke anlässlich des 250. Geburtstag von Georg Christoph Lichtenberg (1742–1799), ausgegeben Juni 1992 zum Nennwert von 100 Pfennig

## Literarisch-künstlerische Rezeption
- Kurt Tucholskys Artikel Schrei nach Lichtenberg in der Vossischen Zeitung vom 25. Januar 1931 beklagte vehement das Fehlen einer „gute[n] Neuausgabe seiner Werke“ im deutschsprachigen Buchmarkt.[63] Geradezu wahlverwandtschaftlich benannte Tucholsky sein seit 1928 bis zu seinem Suizid geführtes Notizbuch mit Sudelbuch. Es wurde erst 1993 nach dem Tod der Witwe Mary Gerold-Tucholsky herausgegeben.[64]

- Die intensive Beschäftigung Walter Benjamins mit Lichtenberg gipfelte 1932/33 in dem Projekt eines Hörspiels Lichtenberg. Ein Querschnitt für den Radiosender Funk-Stunde Berlin, das aufgrund der Machtergreifung der Nationalsozialisten nicht mehr ausgestrahlt werden konnte. Die fiktionale Konstellation des Hörspiels dreht die Position des Himmels- und Planetenbeobachters Lichtenberg um, indem ein „Mondkomitee für Erdforschung“ mit Hilfe technischer Apparate Lichtenberg als Beispiel für menschliches Verhalten beobachtet und analysiert. „Mondkomitee“ und Beobachtungsapparate entlehnte Benjamin dem phantastischen „Asteroiden-Roman“ Lesabéndio von Paul Scheerbart aus dem Jahr 1913.[65]

- Paul Celan nahm sein im Mai 1965 entstandenes Gedicht Lichtenbergs Zwölf 1967 in seinen Gedichtband Atemwende auf. Verschlüsselt wirkende Anspielungen bezeugen die Lektüre der von Wilhelm Grenzmann 1949 in drei Bänden herausgegebenen Gesammelten Schriften Lichtenbergs und deren Herausgebereinleitung.[66] Impulse zu einer Lektüre Lichtenbergs dürfte Celan bereits 1963 während eines Göttingen-Aufenthalts anlässlich einer Lesung aus seinen Gedichten in der Aula der Pädagogischen Hochschule empfangen haben.[67]

- Helmut Heißenbüttel erkannte in Lichtenberg einen „Autor des 20. Jahrhunderts“ und widmete ihm zahlreiche Essays. In seinem 1980 erschienenen Buch Die goldene Kuppel des Comes Arbogast oder Lichtenberg in Hamburg. Fast eine einfache Geschichte montiert Heißenbüttel Briefzitate Lichtenbergs über seine Aufenthalte 1773 in Stade und Hamburg in einen eigenen, zwischen Traumphantasien und Realität angesiedelten Reisebericht.[68]

- 1989 erschien Der Gnom. Lichtenberg-Roman von Henning Boëtius, nach erzählerischen Werken über Jakob Michael Reinhold Lenz und Johann Christian Günther die dritte fiktionale Annäherung des promovierten Germanisten an einen Autor des 18. Jahrhunderts.[69] Ludger Lütkehaus schrieb dazu in Die Zeit, „Boëtius’ Lichtenberg-Roman“ sei „sein bisher schönstes, ein geradezu herzerwärmendes Werk. Bewundernd, ohne in Demut zu ersterben, liebevoll, aber keineswegs liebedienerisch, zeichnet er das Portrait jenes großartigen Zwerges, dem die deutsche Literatur einige ihre witzigsten, scharfsinnigsten und vor allem ehrlichsten Texte zu danken hat.“[70]

- In Zusammenarbeit mit dem Filmregisseur Peter Sehr arbeitete Hans Magnus Enzensberger zu Beginn der neunziger Jahre an einem Filmprojekt über Lichtenberg, zu dem lediglich ein erstes Exposé entstand, das Enzensberger 2011 in sein Buch Meine Lieblings-Flops aufnahm. Lichtenberg gehöre für Enzensberger „zu meinen Laren“, seit „eh und je habe“ er „nicht nur seine Sudelbücher bewundert, sondern auch seine Briefe studiert.“[71]

- Der 1994 posthum erschienene Roman Die kleine Stechardin von Gert Hofmann vergegenwärtigt das Verhältnis Lichtenbergs zu Maria Dorothea Stechard. Klaus Harpprecht urteilte in Die Zeit, vielleicht „hätte Hofmann an dem Buch, wäre ihm die Stunde geblieben, noch dieses und jenes gebessert. Es kommt darauf nicht an. Der Autor hinterließ uns, als er aus dem Leben fortging, die Geschichte einer guten und seltsamen Liebe, einer der schöneren, die in unseren Tagen geschrieben wurden.“[72]

- Die Drehbuchautorin und Regisseurin Marie Noëlle plant, offenbar als Fortentwicklung der Pläne ihres verstorbenen Ehemannes Peter Sehr, unter dem Arbeitstitel „Die vierte Kraft“ einen Lichtenberg-Film.[73]

- Zeitlebens waren die Sudelbuch-Einträge und die anderen Schriften Lichtenbergs ein bedeutsamer Bezugspunkt für den Hamburger Zeichner und Graphiker Horst Janssen. Er hat Texte Lichtenbergs abgeschrieben, kommentiert und zeichnerisch umgesetzt. Sein Buch Mit Georg Christoph Lichtenberg stellt eine große Auswahl dieser Zeichnungen und Graphiken vor und kombiniert sie mit Lichtenberg-Texten. Der Schutzumschlag zeigt – als künstlerischen Ausdruck einer Wesensverwandtschaft – ein janusköpfiges Doppelporträt Lichtenbergs und Janssens.[74]

- Robert Gernhardt hatte 1992 anlässlich einer Ausstellung begonnen, Zeichnungen zu den Sudelsprüchen zu verfertigen, die bis 1994 in loser Folge im FAZ-Magazin veröffentlicht wurden, deren Zahl dann von 39 auf 99 wuchs und die 1999 im Haffmans-Verlag unter dem Titel Unsere Erde ist vielleicht ein Weibchen – 99 Sudelblätter von Robert Gernhardt zu 99 Sudelsprüchen von Georg Christoph Lichtenberg veröffentlicht wurden.[75]

## Ausstellung
Anlässlich des 275. Geburtstages von Lichtenberg fand vom 1. Juli bis zum 3. Oktober 2017 in der Paulinerkirche des Historischen Gebäudes der Niedersächsischen Staats- und Universitätsbibliothek Göttingen unter dem Titel DingeDenkenLichtenberg eine Ausstellung statt. Sie ist als virtuelle Ausstellung weiterhin abrufbar.

## Werke und Werkausgaben
Veröffentlichungen zu Lebzeiten
- Ueber Physiognomik, wider die Physiognomen : zur Beförderung d. Menschenliebe u. Menschenkenntniß. Dieterich, Göttingen 1778 (Digitalisat)
- Ausführliche Erklärung der Hogarthischen Kupferstiche, mit verkleinerten aber vollständigen Copien derselben von E[rnst Ludwig]. Riepenhausen. 12 Lieferungen, Dieterich, Göttingen 1794–1816.

Werk- und Sammelausgaben (chronologisch)
- Georg Christoph Lichtenberg’s vermischte Schriften, nach dessen Tode gesammelt und herausgegeben von Ludwig Christian Lichtenberg und Friedrich Kries. 9 Bände, Dieterich, Göttingen 1800–1806 (= Erste Werkausgabe). Nachdruck bei Lang, Bern 1972.
- Georg Christoph Lichtenberg’s Vermischte Schriften; Neue vermehrte, von dessen Söhnen veranstaltete Original-Ausgabe. 8 Bände, Dieterich, Göttingen 1844–1853.
- Georg Christoph Lichtenbergs Aphorismen. Nach den Handschriften hrsg. von Albert Leitzmann. Berlin 1902, Digitalisat, Heft1, 1764–1771, S. 1–276
- Schriften und Briefe. Hrsg. und kommentiert von Wolfgang Promies. 4 Bände und 2 Bände Kommentar, Hanser Verlag, München 1968–1992. Nachdruck: Zweitausendeins, Frankfurt am Main 1994, ISBN 3-86150-042-6).
  - Band 1. Sudelbücher. 1968.
  - Band 2. Sudelbücher 2. Materialhefte, Tagebücher. 1971.
  - Band 3. Aufsätze, Entwürfe, Gedichte. Erklärung d. Hogarthischen Kupferstiche. Bildbeilage. 1972.
  - Band 4. Briefe. 1967.
  - Band K 1/2. Kommentar zu Bd. 1 und 2. 1992.
  - Band K 3. Kommentar zu Bd. 3. 1974.
- Aphorismen, Essays, Briefe. Hrsg. von Kurt Batt. Dieterich, Leipzig 1992.
- Noctes: Ein Notizbuch. Faksimile mit einem Nachwort und Erläuterungen hrsg. von Ulrich Joost. 3. Aufl., Wallstein Verlag, Göttingen 1993, ISBN 978-3-89244-054-3.
- Briefwechsel. Im Auftrag der Akademie der Wissenschaften zu Göttingen hrsg. von Ulrich Joost und Albrecht Schöne. C. H. Beck Verlag, München 1983–2004.
  - Band 1: [Briefe der Jahre] 1765–1779. C. H. Beck Verlag, München 1983, ISBN 978-3-406-09401-9.
  - Band 2: [Briefe der Jahre] 1780–1784. C. H. Beck Verlag, München 1984, ISBN 978-3-406-09402-6.
  - Band 3: [Briefe der Jahre] 1785–1792. C. H. Beck Verlag, München 1990, ISBN 978-3-406-30958-8.
  - Band 4: [Briefe der Jahre] 1793–1799 und Undatiertes. C. H. Beck Verlag, München 1992, ISBN 978-3-406-30959-5.
  - Band 5/1: Nachträge, Besserungen, Personenregister. Unter Mitwirkung von Hans-Joachim Heerde hrsg. von Ulrich Joost. C. H. Beck Verlag, München 2004, ISBN 978-3-406-30960-1.
  - Band 5/2: Verzeichnisse, Sachregister. Unter Mitwirkung von Hans-Joachim Heerde hrsg. von Ulrich Joost. C. H. Beck Verlag, München 2004, ISBN 978-3-406-30960-1
- Die Heirat nach der Mode und weitere Erklärungen Georg Christoph Lichtenbergs zu Kupferstichen von William Hogarth. Buchverlag der Morgen, Berlin, 1968 (Hrsg. und Nachwort Kurt Böttcher)
- Observationes. Die lateinischen Schriften. Hrsg. von Dag Nicolaus Haase. Wallstein Verlag, Göttingen 1997, ISBN 978-3-89244-266-0.
- Ihre Hand, Ihren Mund, nächstens mehr. Lichtenbergs Briefe 1765 bis 1799. Hrsg. und mit einem Nachwort von Ulrich Joost. Verlag C. H. Beck, München 1998, ISBN 3-406-44185-8.
- Nachrichten vom kleinen L. – Lichtenbergs Göttinger Ansichten, Hrsg.: Peter Köhler & Thomas Schaefer, Satzwerk Verlag, Göttingen 1999, ISBN 3-930333-30-9.
- Gesammelte Schriften. Historisch-kritische und kommentierte Ausgabe. Hrsg. von der Akademie der Wissenschaften zu Göttingen und der Technischen Universität Darmstadt. Wallstein Verlag, Göttingen 2005–2017. (Online-Ausgabe auf der Seite der Lichtenberg-Arbeitsstelle der Akademie der Wissenschaften zu Göttingen)
  - Vorlesungen zur Naturlehre, Band 1: Lichtenbergs annotiertes Handexemplar der vierten Auflage von Johann Christian Polykarp Erxleben: „Anfangsgründe der Naturlehre“. Bearbeitet von Wiard Hinrichs, Albert Krayer, Horst Zehe; Vorwort von Klaus Peter Lieb u. Ulrich Joost. Wallstein Verlag, Göttingen 2005, ISBN 978-3-89244-891-4.
  - Vorlesungen zur Naturlehre, Band 2: Gottlieb Gamauf: „Erinnerungen aus Lichtenbergs Vorlesungen“. Die Nachschrift eines Hörers. Bearbeitet von Albert Krayer, Einleitung von Ulrich Joost. Wallstein Verlag, Göttingen 2008, ISBN 978-3-8353-0147-4.
  - Vorlesungen zur Naturlehre, Band 3: Notizen und Materialien zur Experimentalphysik. Bearbeitet von Wiard Hinrichs, Albert Krayer, Horst Zehe. Wallstein Verlag, Göttingen 2007, ISBN 978-3-8353-0213-6.
  - Vorlesungen zur Naturlehre, Band 4: Notizen und Materialien zur Experimentalphysik. Bearbeitet von Albert Krayer, Thomas Nickol, Horst Zehe. Wallstein Verlag, Göttingen 2010, ISBN 978-3-8353-0658-5.
  - Vorlesungen zur Naturlehre, Band 5: Notizen und Materialien zur Astronomie und physischen Geographie. Bearbeitet von Albert Krayer, Thomas Nickol. Wallstein Verlag, Göttingen 2013, ISBN 978-3-8353-1308-8.
  - Vorlesungen zur Naturlehre, Band 6: Instrumentenverzeichnis. Bearbeitet von Thomas Nickol. Wallstein Verlag, Göttingen 2017, ISBN 978-3-8353-0846-6.
  - Vorlesungen zur Naturlehre, Band 7: Register. Bearbeitet von Albert Krayer. Mit einem Vorwort „Die Edition der Vorlesungen Lichtenbergs – Rückblick und Ausblick“ von Ulrich Joost und Ulrich Christensen. Wallstein Verlag, Göttingen 2017, ISBN 978-3-8353-0847-3.
- Physikvorlesung. Nach J. Chr. P. Erxlebens Anfangsgründen der Naturlehre. Aus den Erinnerungen von Gottlieb Gamauf, bearbeitet und mit einer Einleitung versehen von Fritz Krafft, marixverlag, Wiesbaden 2007, ISBN 978-3-86539-098-1.
- Wenn ein Buch und ein Kopf zusammenstoßen... Aphorismen und andere Sudeleien. Hrsg. und kommentiert von Ulrich Joost. Wallstein Verlag, Göttingen 2017, 2., durchges., erg. u. aktual. Aufl. 2021, ISBN 978-3-8353-1995-0.

## Bibliographie
- Rudolf Jung: Lichtenberg-Bibliographie (= Repertoria Heidelbergensia Band 2) Stiehm, Heidelberg 1972.
- Bernd Achenbach / Ulrich Joost: Nachlese zu Rudolf Jungs Lichtenberg-Bibliographie von 1972. In: Lichtenberg-Jahrbuch 1994, S. 297–317.
- Bernd Achenbach / Ulrich Joost: Nachlese zu Rudolf Jungs Lichtenberg-Bibliographie von 1972 II. Die Drucke von Lichtenbergs Schriften 1799–1972. In: Lichtenberg-Jahrbuch 1995, S. 321–357.
- Bernd Achenbach / Ulrich Joost: Nachlese zu Rudolf Jungs Lichtenberg-Bibliographie von 1972. III. Literatur zum Leben und Werk, 1. Hälfte: 1-4. In: Lichtenberg-Jahrbuch 1999, S. 324–354.
- Bernd Achenbach / Ulrich Joost: Nachlese zu Rudolf Jungs Lichtenberg-Bibliographie von 1972. IV. Folge: Literatur zum Leben und Werk, 2. Hälfte: 5-11. In: Lichtenberg-Jahrbuch 2002, S. 235–264.
- Ab 1988 fortlaufende Lichtenberg-Bibliographie, zusammengestellt von Ulrich Joost in den Lichtenberg-Jahrbüchern 1988, 1989, 1990, 1992, 1994, 1996, 1998, 2000, 2002, 2005, 2007, 2009, 2019.